# Da trifitterne kom
Da trifitterne kom (engelsk: The Day of the Triffids) er en post-apokalyptisk roman skrevet i 1951 af den engelske science fiction forfatter John Wyndham. Romanen er skrevet i førsteperson og omhandler konsekvenserne af at størstedelen af menneskeheden bliver blinde i en verden som bliver løbet over ende af giftige, omvandrende planter, og om opbygningen at en helt ny verden.